# 深水
深水（ふかみず）は、生け花の水揚げの方法の1つ。

## 水揚げの技法としての深水
水揚げの方法の一つ。
生け花や、生花を扱う業種で、切花が長持ちするようにする処理方法の一つで、植物を深いバケツなどに花首だけを出して沈め、水圧によって水を茎の中に押し込む技法。
水が下がった（水気が抜けてぐったりした状態）植物や、水を吸いにくい植物に適する。葉が痛みやすい植物には不向きである。